# La Rouge
La Rouge és un municipi francès situat al departament de l'Orne i a la regió de Normandia. L'any 2007 tenia 637 habitants.

## Demografia

### Població
El 2007 la població de fet de La Rouge era de 637 persones. Hi havia 272 famílies de les quals 64 eren unipersonals (28 homes vivint sols i 36 dones vivint soles), 124 parelles sense fills i 84 parelles amb fills.
La població ha evolucionat segons el següent gràfic:
Habitants censats

### Habitatges
El 2007 hi havia 330 habitatges, 277 eren l'habitatge principal de la família, 35 eren segones residències i 18 estaven desocupats. 326 eren cases i 4 eren apartaments. Dels 277 habitatges principals, 224 estaven ocupats pels seus propietaris, 49 estaven llogats i ocupats pels llogaters i 4 estaven cedits a títol gratuït; 9 tenien dues cambres, 41 en tenien tres, 80 en tenien quatre i 147 en tenien cinc o més. 227 habitatges disposaven pel capbaix d'una plaça de pàrquing. A 136 habitatges hi havia un automòbil i a 118 n'hi havia dos o més.

### Piràmide de població
La piràmide de població per edats i sexe el 2009 era:
| Homes | Edats   | Dones |
| ----- | ------- | ----- |
| 0     | 95 o +  | 0     |
| 4     | 90 a 94 | 0     |
| 4     | 85 a 89 | 4     |
| 8     | 80 a 84 | 8     |
| 4     | 75 a 79 | 12    |
| 24    | 70 a 74 | 8     |
| 16    | 65 a 69 | 20    |
| 32    | 60 a 64 | 32    |
| 20    | 55 a 59 | 16    |
| 36    | 50 a 54 | 40    |
| 24    | 45 a 49 | 28    |
| 20    | 40 a 44 | 16    |
| 20    | 35 a 39 | 24    |
| 32    | 30 a 34 | 16    |
| 16    | 25 a 29 | 8     |
| 24    | 20 a 24 | 20    |
| 24    | 15 a 19 | 28    |
| 8     | 10 a 14 | 12    |
| 8     | 5 a 9   | 16    |
| 16    | 0 a 4   | 8     |

## Economia
El 2007 la població en edat de treballar era de 407 persones, 303 eren actives i 104 eren inactives. De les 303 persones actives 280 estaven ocupades (162 homes i 118 dones) i 23 estaven aturades (13 homes i 10 dones). De les 104 persones inactives 37 estaven jubilades, 32 estaven estudiant i 35 estaven classificades com a «altres inactius».

### Ingressos
El 2009 a La Rouge hi havia 277 unitats fiscals que integraven 673,5 persones, la mediana anual d'ingressos fiscals per persona era de 17.608 €.

### Activitats econòmiques
Dels 22 establiments que hi havia el 2007, 2 eren d'empreses extractives, 1 d'una empresa alimentària, 5 d'empreses de construcció, 6 d'empreses de comerç i reparació d'automòbils, 1 d'una empresa d'hostatgeria i restauració, 1 d'una empresa d'informació i comunicació, 1 d'una empresa financera, 1 d'una empresa de serveis, 2 d'entitats de l'administració pública i 2 d'empreses classificades com a «altres activitats de serveis».
Dels 7 establiments de servei als particulars que hi havia el 2009, 1 era un taller de reparació d'automòbils i de material agrícola, 1 autoescola, 1 paleta, 1 guixaire pintor, 1 lampisteria, 1 electricista i 1 restaurant.
L'any 2000 a La Rouge hi havia 16 explotacions agrícoles que ocupaven un total de 768 hectàrees.

## Equipaments sanitaris i escolars
El 2009 hi havia una escola maternal integrada dins d'un grup escolar amb les comunes properes formant una escola dispersa.

## Poblacions més properes
El següent diagrama mostra les poblacions més properes.